# Formica candida
Formica candida es una especie de hormiga del género Formica, familia Formicidae. Fue descrita científicamente por Smith en 1878.
Se distribuye por Armenia, China, Georgia, India, Japón, Kirguistán, Mongolia, Nepal, Corea del Norte, Corea del Sur, Albania, Austria, Bielorrusia, Bélgica, Dinamarca, Estonia, Finlandia, Alemania, Letonia, Lituania, Luxemburgo, Noruega, Polonia, Rumania, Rusia, Eslovaquia, Suecia, Suiza, Ucrania y Reino Unido. Se ha encontrado a elevaciones de hasta 3700 metros. Vive en microhábitats como el forraje, aunque también frecuenta bosques de abetos.